# Stazione di Saletto
Stazione di Saletto vasútállomás Olaszországban, Veneto régióban, Saletto településen.

## Vasútvonalak
Az állomást az alábbi vasútvonalak érintik:
- Mantova-Monselice-vasútvonal

## Kapcsolódó állomások
A vasútállomáshoz az alábbi állomások vannak a legközelebb: 
- Stazione di Ospedaletto Euganeo
- Stazione di Montagnana